# مقاطعة بوكنغهام (فيرجينيا)
 مقاطعة بوكنغهام  (بالإنجليزية:  Buckingham County)‏ هي إحدى المقاطعات في ولاية فيرجينيا في الولايات المتحدة الأمريكية.

## أعلام
- جورج ويليام باغباي
- جون إلدريدج جونيور
- توماس غرين
- روبرت أنتوني هاتشر
- إيفان فريدريك